# 3 Ceti
3 Ceti (3 Cet) es una estrella situada en la constelación de Cetus de magnitud aparente +4,95.
Se encuentra, de acuerdo a la nueva reducción de los datos de paralaje de Hipparcos —1,56 ± 0,31 milisegundos de arco—, a unos 2090 años luz del sistema solar, cifra sólo aproximada dado el amplio margen de error inherente a la medida.
3 Ceti es una supergigante naranja de tipo espectral K3I.
Tiene una temperatura efectiva de 4183 ± 23 K —aunque otros estudios rebajan dicho valor hasta los 4052 K— y una luminosidad 10.170 veces superior a la del Sol.
Gira sobre sí misma con una velocidad de rotación proyectada de 5,8 km/s.
Presenta una metalicidad algo más elevada que la solar ([Fe/H] = +0,22).
Aunque indudablemente es una estrella masiva, no existe consenso en cuanto al valor de su masa; distintas fuentes sitúan dicho valor entre las 7,9 y las 9 masas solares.
Su edad aproximada es de casi 30 millones de años.
3 Ceti aparece como posible variable en el New Catalogue of Suspected Variable Stars.
Recibe la denominación de variable provisional de NSV 13.